# Tenochtitlán

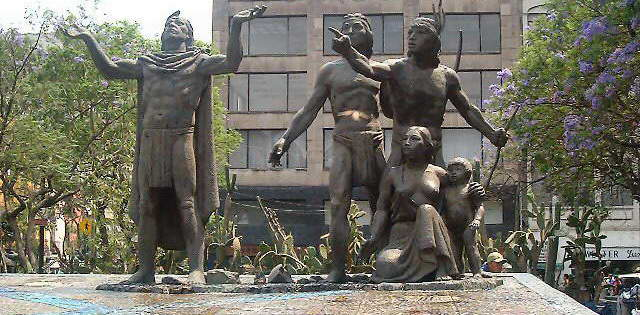
Estàtua commemorant la fundació de Tenochtitlan, ciutat de Mèxic

Tenochtitlán o México-Tenochtitlan (l'ortografia alternativa Tenotxtitlan o Tenotxtítlan també ha estat utilitzada en català) era la capital de l'Imperi asteca. Va ser construïda el 1325 sobre una illa enmig del llac de Texcoco. Es va convertir en la ciutat més poderosa de Mesoamèrica, i una de les ciutats més grans del món, fins al 1521, quan va ser destruïda pels conqueridors espanyols. La ciutat de Mèxic es va construir sobre les ruïnes de Tenochtitlan.

## Història

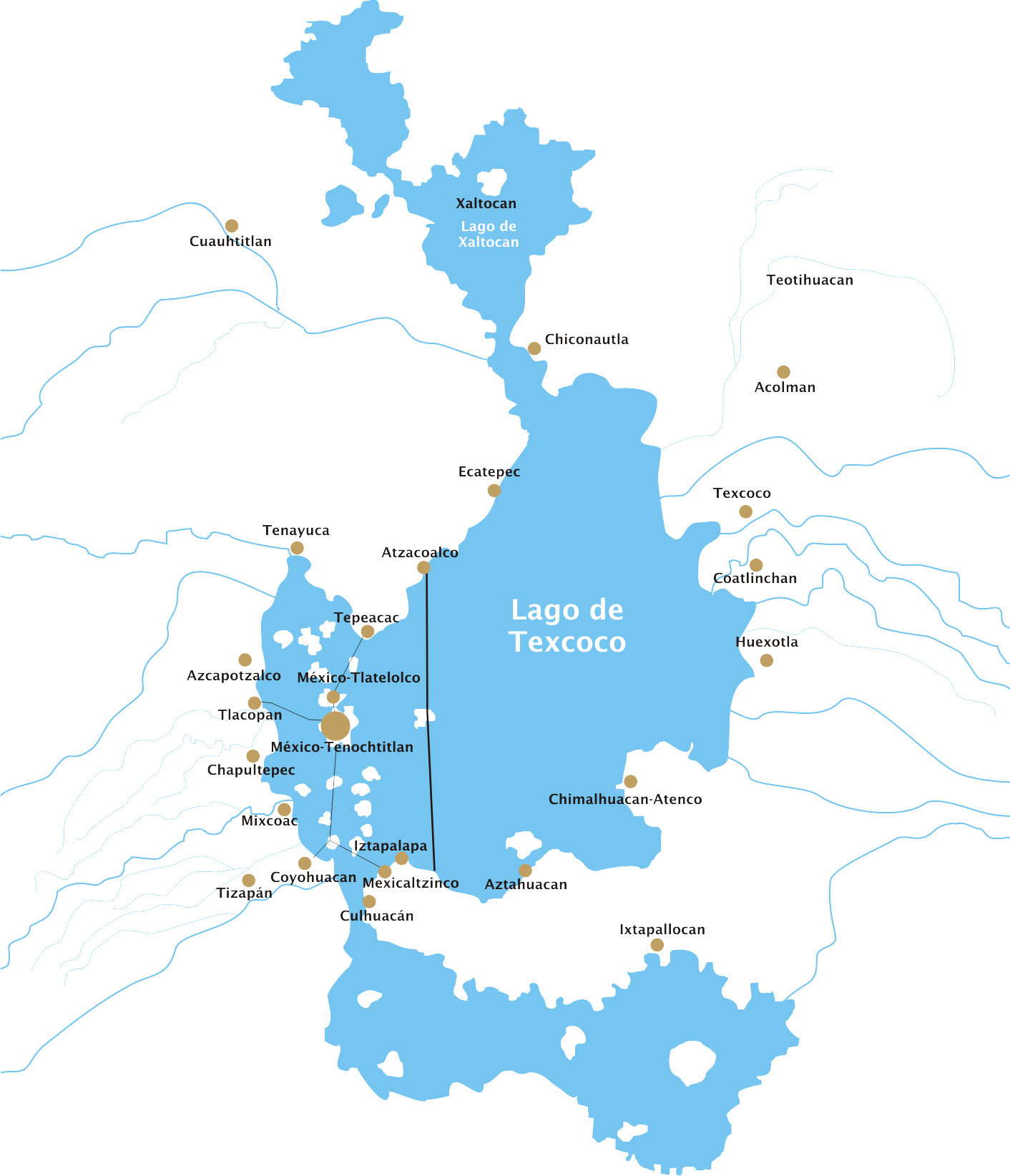
El sistema de llacs de Texcoco i les ciutats mexiques

Els asteques o mexiques va ser l'última de les tribus nahues a immigrar a la vall de Mèxic des del nord, d'acord amb les llegendes a la recerca d'un lloc per establir-se promès per llur déu patró, Huitzilopotxtli. Van rebre la protecció del senyor de Culhuacán, Cocoxtli: assimilaren la seva cultura i es casaren amb les dones de la ciutat. Els mexiques van sacrificar una de les filles de Cocoxtli, en honor del seu déu, i provocaren així una guerra, després de la qual van ser forçats a establir-se en una de les illes deshabitades enmig del llac de Texcoco. La tradició asteca, tanmateix, diu que seria en aquest lloc on trobarien el senyal que els havia promès Huitzilopotxli: una àguila devorant una serp sobre una figuera de moro que creixia en una roca, senyal que indicava el lloc on havien de bastir la seva ciutat. De fet, Tenochtitlán significa 'lloc de la figuera de moro i pedra'.
Una segona ciutat, Tlatelolco, va ser fundada poc més al nord, sobre una altra illa del llac per un grup de dissidents dels mexiques, els quals es convertirien en comerciants molt poderosos. Amb el pas del temps ambdues ciutats serien connectades pel sistema de chinampes i amb les ciutats de la vora del llac per mitjà de ponts i calçades. Tlatelolco es va convertir en el centre comercial més important no sols de la regió sinó de Mesoamèrica, mentre que Tenochtitlán es convertiria en el centre de guerra i capital de l'imperi. La bellesa de la ciutat va sorprendre els conquistadors, entre ells Bernal Díaz del Castillo, que la va comparar amb Venècia, i va dir que era la més bella de totes les que coneixia.

## Població
No se sap amb precisió la població de la ciutat. La ciutat abastava una regió de 8 km². La majoria dels historiadors prefereixen una xifra conservadora de 60.000 a 130.000 habitants (basats en l'àrea de construccions de la ciutat), i aquesta xifra la faria més gran que la majoria de les ciutats europees d'aleshores, llevat de Constantinoble amb 200.000 habitants, París amb 250.000 i Venècia amb 160.000. Un altre historiador, Eduardo Noriega, ha estimat 50.000 cases i 300.000 habitants (cosa que la faria la ciutat més gran del món aleshores). Una altra estimació és de 700.000 si les poblacions de Tlateloclco i les petites ciutats satèl·lits i els petits illots al voltant de Tenochtitlan s'hi inclouen. Tlateloco era una ciutat independent, però es convertiria en un suburbi de Tenochtitlan, poc abans de l'arribada dels espanyols.

## Infraestructura
La ciutat s'havia bastit sobre tres illes principals enmig del llac: Tenochtitlan, Tlatelolco i Nonalco. A l'arribada dels espanyols dos illots més s'hi havien unit: Tultenco i Mixhuca. Totes aquestes formaven una sola àrea urbana envoltada d'aigua, i s'unien a les riberes del llac per mitjà de tres calçades o ponts fets amb fusta, pedra i terra: Tepeyacac (avui dia l'avinguda de Tepeyac), que unia l'illa cap al nord, Tlacopan (avui dia l'avinguda de Tacuba) cap a l'oest, i Iztapalapa al sud. Iztapalapa alhora tenia un ramal cap a Coyohuacan (avui dia el suburbi de Coyoacán).
La ciutat havia crescut sobre el llac per mitjà de xinampes. Una xinampa eren capes d'una vegetació particular del llac, les arrels de les quals permetien que suressin i, per tant, es podien moure al lloc més adequat, i després fixar-les amb estaques. Es van crear agrupaments de xinampes dividides per canals, els quals tenien com a propòsit permetre la circulació de canoes i regar les parcel·les sobre les xinampes. Els asteques posaven llot del fons del llac sobre les xinampes per augmentar-ne la fertilitat.
Hi havia cinc tipus de construccions (la terminació -alli o -ulli en les següents paraules del nàhuatl clàssic es pronuncien "al·li" o "ul·li" respectivament):
- chinancalli (que es pronuncia "txinancal·li"): cases de fusta i canyes
- xacalli: cases d'atovó
- pilcalli i tecalli: cases i palaus dels senyors
- tecpan: edificis del govern
- teocalli: temples de pedra, que es van construir exclusivament sobre les illes de terra ferma.

La major part de llac era salat (era conformat per un sistema de llacs units, però a diferents altituds; a les àrees amb major altitud l'aigua era dolça). Per evitar les inundacions el 1450 es va construir un altre dic de 16 km. Aquest dic, però, va ser destruït pels conqueridors per assetjar la ciutat, la qual cosa provocaria greus inundacions durant l'època colonial de la Nova Espanya durant el segle xix. Altres dics separaven les aigües dolces de les salades del sistema de llacs. Els asteques van construir dos aqüeductes dobles l'aigua dels quals era destinada a la neteja de la ciutat. Per beure, s'utilitzava l'aigua de les deus. La majoria de la població es dutxava dues vegades per dia; utilitzaven l'arrel d'una planta anomenada copalxocotl (Saponaira americana) com a sabó. Les classes altes tenien accés als temazcalli o saunes, els quals encara s'utilitzen en algunes comunitats indígenes al sud de Mèxic.
D'acord amb l'historiador Torquemada la ciutat era escombrada cada dia per 1.000 individus, i durant la nit encenien brasers de foc per mantenir la ciutat il·luminada. Els conqueridors, en destruir la ciutat, van abandonar aquest costum, i la ciutat va quedar enfosquida per més de dos segles durant les nits. Hi havia també canals especials de drenatge que travessaven la ciutat d'est a oest.
Les presons, anomenades tlalpiloyan o cuauhcalco, eren gàbies de fusta que es podien col·locar en qualsevol lloc de la ciutat. La presó fixa, el macuailcalli, es trobava dintre del Recinte Sagrat, i era només la presó dels espies.

## Organització urbana

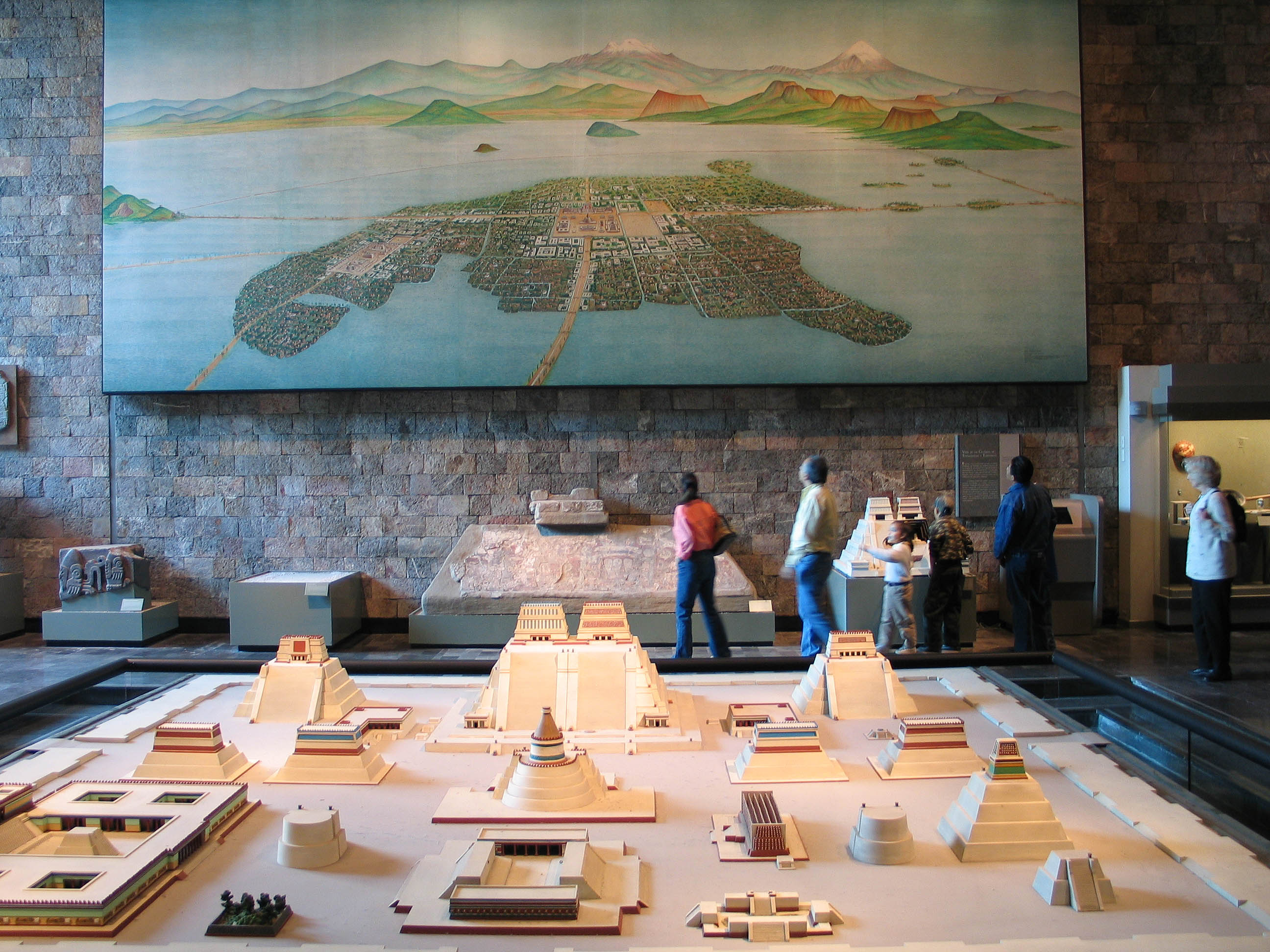
Model de la ciutat, Museu Nacional

Un agrupament de cases (chinancalli) s'anomenava chinancalla. En cada chinancalla hi havia petits carrers de terra i acalotes, o canals estrets per a les canoes. Els chinancalla tenien una forma regular, i estaven disposats geomètricament en forma de quadrícula. Un agrupament de chinancalla formava un calpulli (barri) amb diverses tlaxilcalli (carrers). Un agrupament de calupulli, es creu que 20, formava un campan (parcialitat o zona), i n'hi havia cinc a la ciutat (altepetl), els quals representaven divisions administratives i/o religioses:
- Tlatelolco, al nord
- Cuepopan, al nord-est
- Moyotla, al sud-oest
- Zoquipapan, al sud-est
- Atzacualco, al nord-est

Tlateloclo era independent fins al 1473, en què el senyor Moquihuix va ser conquerit per Axayácatl, tlatoani de Tenochtitlan. Tlatelolco es va convertir en un campan, però conservaria algunes prerrogatives i, per tant, alguns historiadors consideren que el nombre total de campans era només quatre. La ciutat tenia una gran simetria: totes les construccions havien de ser aprovades pel calmimilócatl, l'autoritat encarregada del planejament.
Cada capulli tenia un tianquiztli (mercat; avui dia alguns mercats a Mèxic es diuen "tianguis"), però a Tlatelolco es trobava el mercat principal. Hernán Cortés va estimar que aquest mercat era dues vegades més gran que el mercat de Sevilla, amb 60.000 persones comerciant diàriament. Altres historiadors, com Sahagún, prefereixen una xifra més conservadora: 20.000 diàriament i 40.000 en dies festius. Els asteques no utilitzaven monedes i, per tant, la major part del comerç es realitzava per mitjà de l'intercanvi de productes, encara que el cacau era molt apreciat i, per tant, tenia un ús equivalent al de les monedes. L'or no tenia cap valor intrínsec; només era considerat matèria primera per a l'artesania. Per als asteques la destrucció dels seus objectes per obtenir monedes d'or era incomprensible.
Al centre de la ciutat es trobaven els edificis governamentals, els temples i les escoles (calpulli). El centre cerimonial (Recinte Sagrat) es trobava envolat per un mur de 500 metres de llargària. Hi havia 45 edificis públics: el temple Major, el temple de Quetzalcóatl, la pista de joc de pilota, el temple del Sol, les plataformes per al sacrifici dels gladiadors (soldats de les guerres florals) i altres temples menors.
El palau de Moctezuma, prop del Recinte Sagrat, tenia 100 habitacions, cadascuna amb bany, per als senyors i ambaixadors dels aliats i els conquerits. El palau també tenia dues cases d'animals o zoològics, una per als ocells de rapinya i l'altra per a la resta dels ocells, els rèptils i els mamífers. Tres-centes persones treballaven en aquestes cases. També hi havia un jardí botànic (Chapultepec) i un aquari, amb 10 estanys d'aigua salada i 10 estanys d'aigua dolça amb peixos i ocells aquàtics.

## Govern
La ciutat de Tenochtitlan era governada per un tlatoani ('orador' en català) i una cihuacóatl (dona serp), un lideratge dual que provenia de llur concepció dual del món, i de la creença que cada institució social, ja sigui famílies o ciutats, havia de ser representada per la força dual masculina i femenina que governava l'univers. Les funcions del tlatoani eren representar la ciutat i controlar les forces militars, mentre que la cihuacóatl s'encarregava del govern i les activitats internes. Amb el creixement del poder asteca i la consolidació de l'imperi, el tlatoani es va convertir en la figura més poderosa, després coneguda com a hueyi tlatoani ('gran orador', o més aviat 'emperador'), independent de qualsevol altra figura de govern.

## Conquesta i reconstrucció de la ciutat de Mèxic

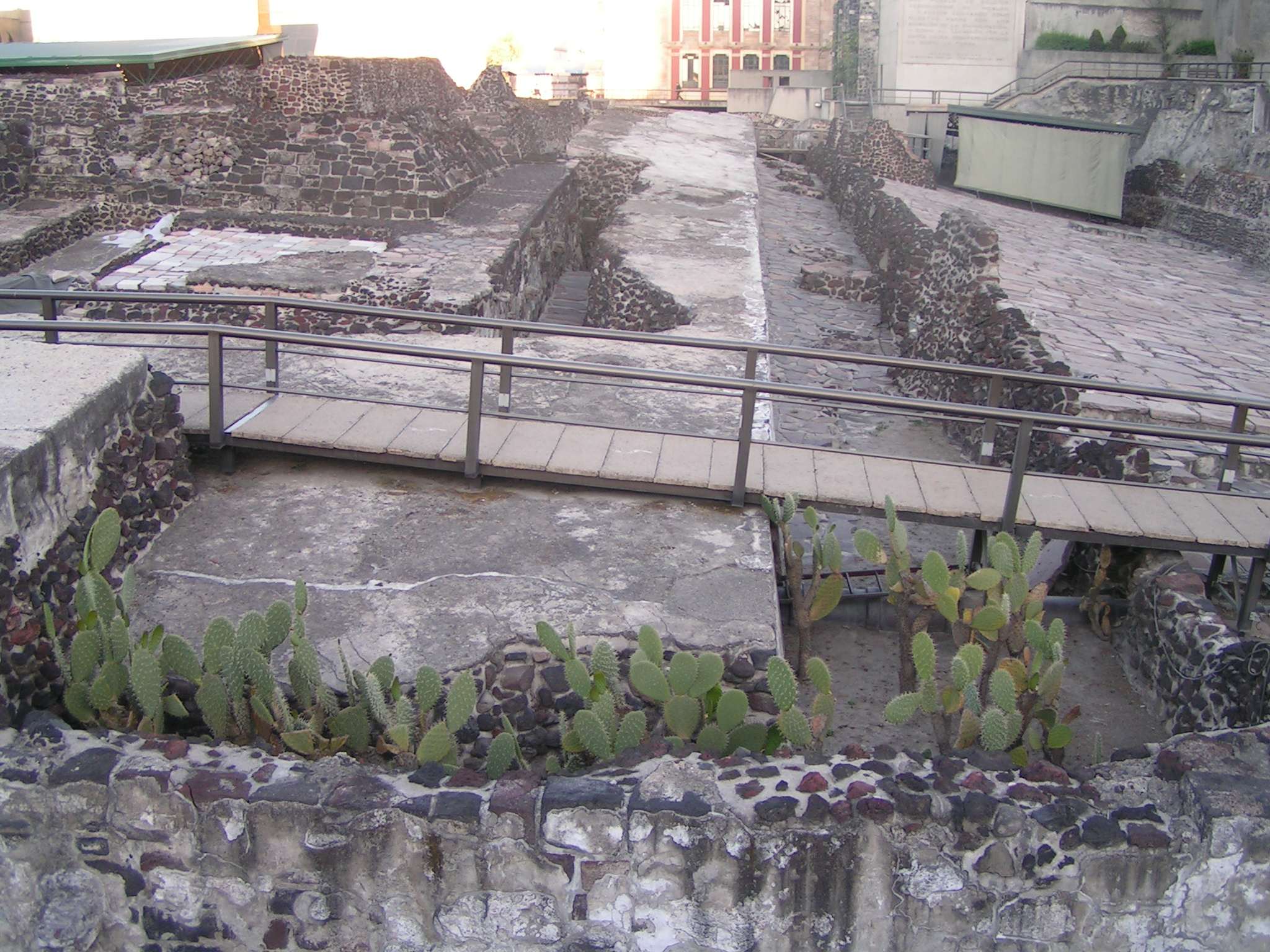
Ruïnes del temple Major

Els espanyols, amb el suport dels tlaxcalteques, van assetjar la ciutat el 1521. La ciutat va quedar gairebé completament destruïda, i els conqueridors van construir una nova ciutat sobre les ruïnes. Es conservarien algunes calçades i canals que encara avui dia són avingudes o carrers importants de la ciutat de Mèxic. El llac de Texcoco va ser gairebé emplenat, llevat d'una petita porció a l'est de la ciutat; el sòl, per tant, d'algunes seccions de la ciutat és molt inestable i els requeriments de construcció de gratacels avui dia són molt estrictes, ja que es troba sobre una zona sísmica. La ubicació de la majoria dels edificis antics dels asteques només es coneixia per mitjà dels escrits dels conqueridors, els frares i els colonitzadors originals. Durant la construcció del metro de la ciutat durant la dècada de 1960 es van trobar nombroses ruïnes dels edificis de Tenochtitlan, entre elles, el temple Major al costat i sota el palau Nacional i la catedral Metropolitana. Amb aquests descobriments es van corroborar les descripcions dels conqueridors i els historiadors.

### Podcasts
- Tenochtitlan a l'En Guàrdia! de Catalunya Ràdio (català)